# Vilë-Ballaj
Vilë-Ballaj és un poble situat a les planes centrals de la regió de les terres baixes occidentals d'Albània. Forma part del comtat de Tirana. A la reforma del govern local de 2015 va passar a formar part del municipi Rrogozhinë. En aquest poble està situada la fortalesa de Bashtovë.